# Juan Rozzoto
Juan Bautista Rozzoto Cifuentes (Retalhuleu; 16 de enero de 1951) es un exfutbolista guatemalteco que jugaba de centrocampista.

## Trayectoria
Empezó su carrera en 1970 en Segunda División con el Juventud Retalteca, equipo de su ciudad natal y con ellos ascendió a la Liga 1973. En 1975 fue fichado por el equipo capitalino Municipal, ganando la Liga Nacional de 1976 y por ende, participó al año siguiente en la Copa Fraternidad Centroamericana, también coronándose como el mejor equipo de Centroamérica.
Tres años después, retornó a las filas de Juventud Retalteca, donde en los siguientes años ganó la Copa Nacional y consiguió el subcampeonato de liga. Se retiró con este club en 1983, logrando anotar en Liga Nacional 35 goles, 21 con Juventud Retalteca y 14 con Municipal.

## Selección nacional
Fue convocado por Carlos Wellman a disputar el Campeonato de Naciones de la Concacaf de México 1977, donde jugó cuatro de los cinco partidos y quedaron en quinto de seis lugares.

### Participaciones en Campeonatos Concacaf
| Copa                                       | Sede   | Resultado    | Part. | Goles |
| ------------------------------------------ | ------ | ------------ | ----- | ----- |
| Campeonato de Naciones de la Concacaf 1977 | México | Quinto lugar | 4     | 0     |

## Clubes
| Club               | País      | Año       |
| ------------------ | --------- | --------- |
| Juventud Retalteca | Guatemala | 1970-1975 |
| Municipal          | Guatemala | 1975-1978 |
| Juventud Retalteca | Guatemala | 1978-1983 |

## Palmarés

### Títulos nacionales
| Título        | Equipo             | País      | Año  |
| ------------- | ------------------ | --------- | ---- |
| Liga Nacional | Municipal          | Guatemala | 1976 |
| Copa Nacional | Juventud Retalteca | Guatemala | 1979 |

### Títulos internacionales
| Título                           | Equipo    | País      | Año  |
| -------------------------------- | --------- | --------- | ---- |
| Copa Fraternidad Centroamericana | Municipal | Guatemala | 1977 |